# Medalla Clara Zetkin

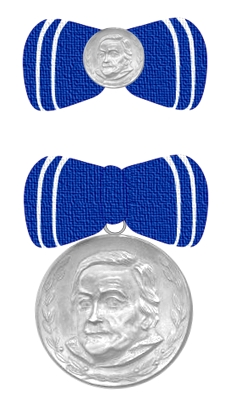
Clara Zetkin Medalla (anvers)

La Medalla Clara Zetkin era un premi nacional de la República Democràtica Alemanya.
Va ser creat pel consell de Ministres del país el 18 de febrer de 1954 per tal d'honrar la vida i feina de Clara Zetkin, que era considerada per l'organització marxista com una de les dirigents més significatives en la història dels alemanys.
La medalla va ser atorgada per consecucions excepcionals en el desenvolupament i l'avenç de la societat socialista del país. Les premiades eren sovint dones treballadores la feina de les quals havia estat exemplar mentre la combinaven amb els deures maternals, reflectint així la nova funció de les dones en la societat socialista moderna. Les destinatàries eren sempre dones.

## Premiades
- 1954 : Katharina Kern, Grete Groh-Kummerlöw, Änne Saefkow, Charlotte Küter
- 1955 : Mathilde Danegger, Helene Overlach Greta Kuckhoff, Friedel Apelt, Frieda Koenen, Helene Berg, Ursula Wohlenberg i Edith Baumann
- 1956 : Herta Dürrbeck, Nelly Haalck,[3] Lisa Krause, Martha Kanow
- 1957 : Ilse Thiele, Mentona Moser, Eva Altmann, Li Weinert, Irene Heller, Anna-Liese Schwieger
- 1958 : Jeanne Berta Semmig, Else Merke, Johanna Blecha, Rosa Lettner,[4] Maria Dank, Frieda Köckeritz[5]
- 1959 : Charlotte Sembdner, Emmi Handke, Lotte Bust, Hertha Jung
- 1960 : Marie Ahlers, Margarete Arnhold, Hildegard Schwarz
- 1961 : Ilse Rodenberg, Hilde Krasnogolowy
- 1962 : Gisela May, Gertrud Grauer, Wilma Podewin, Ursula Wohlenberg, Edith Weingart,[6] Renate Credo
- 1963 : Paula Acker, Anni Neumann, Anita Bach, Lore Mallachow[7]
- 1964 : Lea Grundig, Marianne Lange, Edith Brandt, Martha Pässold, Lena Fischer[8] i Isolde Oschmann, Elisabeth Walther[9]
- 1965 : Wera Küchenmeister, Ursula Friedrich, Ursula Friedrich, Yvonne-Ruth Killmer, Li Weinert
- 1966 : Luise Zahn,[10] Elisabeth Heinsick[11]
- 1967 : Renate Drucker, Helga Dickel, Helene Kreft[12]
- 1968 : Herta Classen
- 1969 : Gisela Glende, Hedwig Haschke,[13] Charlotte Welm
- 1970 : Helga Hörz, Maria Schneider, Elisabeth Menzel
- 1971 : Frida Brock-Oley, Sonja Müller, Hella Brock
- 1973 : Gerda Stern
- 1974 : Margot Feist-Altenkirch
- 1975 : Emma Heinrich, Gertrud Marx, Elisabeth Menzel, Gisela Queck
- 1976 : Hildegard Gurgeit
- 1979 : Marie-Luise Allendorf
- 1981 : Waltraut Hennig
- 1982 : Ursula Schlosser
- 1983 : Irma Uschkamp, Jutta Regine Seidel
- 1985 : Charlotte Bombal, Charlotte Umlauf[14]
- 1989 : Liane Lang